# Лёвенфельд, Рафаэль
Рафаэль Лёвенфельд (нем. Raphael Löwenfeld; 11 февраля 1854, Позен, королевство Пруссия — 28 декабря 1910, Шарлоттенбург, Берлин) — немецкий славист, основатель одного из первых мест народного движения «свободная сцена» в берлинском Шиллер-театре, ставившем целью приближение театрального искусства в массы, был также защитником немецко-еврейской ассимиляции.

## Биография

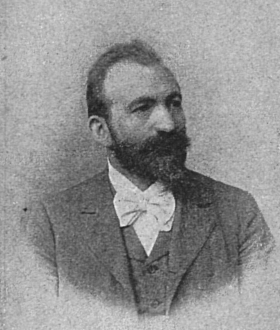
Р. Лёвенфельд

Родители — школьный директор Виктор Лёвенфельд и его жена Генриетта, урожд. Цадек. Его детство с тремя сёстрами и братом-близнецом прошло в Познани. После курса филологии и получения учёной степени кандидата наук в 1877 стал преподавателем русского языка и литературы в университете Вроцлава.
Анонимно опубликованное им в 1893 письмо «От еврейского гражданина — в защиту евреев или граждан» послужило основным толчком к основанию Центрального союза немецких граждан еврейской веры, в правлении которого он был затем несколько лет.
Основал с другими единомышленниками в 1907 Акционерное общество нем. Schiller-Theater AG в Берлине (Шарлоттенбург), с целью помощи малообеспеченным слоям населения получать доступ к театральному искусству. Шиллер-театр, первым директором которого он также являлся, открыл сезон «Разбойниками» Шиллера. В программе постановок также значились: Г. Ибсен, Герхарт Гауптман и, прежде всего, Лев Толстой, которого Рафаэль Лёвенфельд один первых перевёл на немецкий язык и с биографией которого (1892) познакомил читающую интеллигенцию в немецкоязычных странах. Организовывал литературно-музыкальные вечера и мероприятия камерной музыки с недорогим театральным абонементом. Он издавал журнал «Народная беседа» (в 1898—1906) и проводил информационные обзорные программы спектаклей вместо голой афиши.

## Семья
Состоял в браке с Идой, урожд. Ротштайн, в котором родились три ребёнка:
- Ева (род. в 1895), ставшая позднее певицей,
- Отто (род. в 1898), ставший адвокатом,
- Генрих (род. в 1900), ставший психоаналитиком.

Правнук Рафаэля Лёвенфельда — Джулиан Генри Лоуэнфельд — американский и российский поэт, драматург, судебный юрист, композитор и переводчик, считающийся одним из лучших переводчиков произведений А. С. Пушкина на английский язык.